# Sala kanparien
Een sala kanparien is een kleine ontmoetingsruimte in een wat in het boeddhistische geloof. In een sala kanparien worden soms lessen gegeven over heilige geschriften.